# SAVE Foundation
Die SAVE Foundation (Sicherung der landwirtschaftlichen Arten Vielfalt in Europa, engl. Safeguard for Agricultural Varieties in Europe) ist eine 1993 gegründete Organisation zur Sicherung der landwirtschaftlichen Artenvielfalt in Europa.

## Ziele und Aufgaben
Die Stiftung strebt die Förderung der Agrobiodiversität an. Die Bemühungen gelten insbesondere der Lebenderhaltung vom Aussterben bedrohter Nutztierrassen und Kulturpflanzensorten.
Information, Koordination und Förderung nationaler Aktivitäten sind die hauptsächlichen Aufgaben. In verschiedenen Ländern sind Landesorganisationen noch aufzubauen. Weitere Aufgaben stellen sich zudem in Ost- und Südosteuropa, wo die Landwirtschaft eine radikale Umstrukturierung erfährt. Erhaltungsprojekte werden vor allem in situ bzw. on farm verwirklicht. Das Projektbüro Verein SAVE-Foundation Schweiz realisiert von St. Gallen (Schweiz) aus Projekte im Bereich der landwirtschaftliche Artenvielfalt.

## Europäische Netzwerke und Datenbanken

### Arca-Net
Eine Datenbank im Internet und touristischer Führer zu öffentlich zugänglichen Institutionen in Europa, welche gefährdete Nutztierrassen und Kulturpflanzen zeigen.

### Fruit-Net
Online-Datenbank für vernachlässigte und vergessene Früchte: Online-Inventar der noch vorhandenen Sortenvielfalt inklusive Synonymregister und Links zu den erhaltenden Organisationen.

### ELBARN
ELBARN ist die Abkürzung mit den Anfangsbuchstaben von „European Livestock Breeds Ark and Rescue Net“. ELBARN ist ein durch die EU-Kommission im Rahmen des „Gemeinschaftsprogramms zur Erhaltung, Charakterisierung, Sammlung und Nutzung genetischer Ressourcen in der Landwirtschaft. (GenRes 870/2004)“ von 2007 bis 2010 mitfinanziertes Europäisches Arche- und Rettungs-Netzwerk (European Livestock Breeds Ark and Rescue Net), das das Ziel hat, gefährdete Nutztierrassen und Pflanzensorten bei Bedrohung schnell und effizient in Arche- oder Rettungsstationen in Sicherheit zu bringen. Die Webseite hat die Bezeichnung Elbarn.net und besteht aus einer Online-Datenbank der Arche- und Rettungsstationen, öffentlich zugänglich sind, und Publikationen wie zum Beispiel das ELBARN-Buch.

### Network
Die Internetseite mit der Bezeichnung Agrobiodiversity.net, als Service der SAVE Foundation bezeichnet, vermittelt Kontakte zu den einzelnen Landesorganisationen und vernetzt die verschiedenen Aktivitäten im europäischen Raum. Es sind nationale, regionale und europäische Netzwerke aufgelistet, die sich für die Erhaltung der Agrobiodiversität einsetzen.

### Fundus Agricultura Alpina
Internetplattform über die landwirtschaftliche Artenvielfalt im Alpenraum und über das gesammelte Alpenwissen.

### Wildobst.info
Informationsforum über Wildobst, über dessen Sortenvielfalt, mit Informationen zur Mythologie und Rezepten.

## Publikationen
- Workshop-Bericht "Rare Breeds and Plant Varieties in the Carpathian mountains".
- Risorse genetiche agrarie in Italia : rischio di estinzione - iniziative per la conservazione - necessità di intervento. ISBN 3-907866-70-3.
- Studie "Landwirtschaftliche Genressourcen der Alpen". ISBN 3-258-06669-8.
- ELBARN Buch. Abschließende Publikation des ELBARN Projekts, die das Projekt und die Hintergründe erklärt.
- CD-ROM Historisches Inventar der Schweizer Kulturpflanzen.
- Tiergenetische Ressourcen in Griechenland,  Monitoring und Erhaltung gefährdeter Nutztierrassen. Waltraud Kugler, Hans-Peter Grünenfelder, Schlussbericht Winter 2006/2007
- Erhaltung der Agro-Biodiversität in Griechenland 2008-2010. Waltraud Kugler, Hans-Peter Grünenfelder.

## Europäischer Tag der Agrobiodiversität
Der Europäische Tag der Agrobiodiversität ist am 29. September, dem St. Michaels-Tag. Dieser Tag wird vermehrt auch von weiteren Organisationen außerhalb des Netzwerkes genutzt.

## SAVE-Netzwerkpartner

### Regionalorganisationen
- Donauraum: DAGENE[6]

### Organisationen in den europäischen Ländern
- Albanien: ALBAGENE
- Belgien: Steunpunt Levend Erfgoed[7]
- Bulgarien:  Semperviva Society
- Dänemark: ODLB Association of Old Danish Livestock Breeds
- Deutschland:
  - Gesellschaft zur Erhaltung alter und gefährdeter Haustierrassen,
  - Verein zur Erhaltung der Nutzpflanzenvielfalt e.V.,
  - Verein zur Erhaltung und Rekultivierung von Nutzpflanzen in Brandenburg
- Griechenland: Aegilops, Amaltheia
- Irland: Irish Seed Savers Association
- Italien: Associazione R.A.R.E. (Razze Autoctone a Rischio di Estinzione)
- Niederlande: Stichting de Oerakker,[8] Stichting Zeldzame Huisdierrassen[9]
- Österreich: Arche Austria
- Polen: Carpathian Heritage Society (Karpaten-Erbe)
- Schweiz: Pro Specie Rara
- Serbien: Natura Balkanika Nature Society
- Tschechien: GenoClub
- Ukraine: SATrans